# Pandemia COVID-19
Pandemia COVID-19 – pandemia zakaźnej choroby COVID-19 wywoływanej przez koronawirusa SARS-CoV-2. Rozpoczęła się jako epidemia 17 listopada 2019 w mieście Wuhan, w prowincji Hubei, w środkowych Chinach, a 11 marca 2020 została uznana przez Światową Organizację Zdrowia (WHO) za pandemię.
W okresie od listopada 2019 do stycznia 2020 zachorowania pojawiały się głównie w mieście Wuhan, w środkowych Chinach, ale już w połowie stycznia wirus rozprzestrzenił się w całych Chinach. W drugiej połowie lutego ogniska zakażeń z setkami chorych wybuchły w Korei Południowej, we Włoszech oraz w Iranie. Od 4 marca 2020 są notowane zakażenia wirusem SARS-CoV-2 w Polsce. 13 marca 2020 WHO podała, że centrum pandemii koronawirusa stała się Europa. Później zachorowania rozlały się na pozostałe kontynenty, a ostatnim, na którym stwierdzono zachorowania, stała się w grudniu 2020 Antarktyda.
Do 25 maja 2022 odnotowano ponad 529 mln przypadków zakażenia wirusem SARS-CoV-2 w 192 państwach i terytoriach. Z tej liczby jest blisko 23 mln aktywnych przypadków, ozdrowień ponad 499 mln przypadków oraz ponad 6,30 mln zgonów.
W skali międzynarodowej zostały podjęte działania w celu przeciwdziałania rozprzestrzenianiu się zakażeń. Ograniczono podróże, wprowadzono kwarantanny i godziny policyjne, odroczono lub odwołano szereg wydarzeń sportowych, religijnych i kulturalnych. W Chinach i w Korei Południowej wprowadzono środki policyjne. Część państw zamknęła granice lub wprowadziła ograniczenia ruchu granicznego, w tym przylotów pasażerów, oraz restrykcje wobec osób przekraczających granice. Wprowadzono kontrole temperatury pasażerów na lotniskach i dworcach kolejowych. W związku z wybuchem pandemii w 177 państwach na poziomie krajowym lub lokalnym zostały zamknięte szkoły i uniwersytety, co w wymiarze globalnym w szczycie dotknęło blisko 1,27 miliarda uczniów i studentów (72,4%).
Pandemia spowodowała globalne zakłócenia społeczne i gospodarcze, w tym największą światową recesję od czasów wielkiego kryzysu. Doprowadziła do opóźnienia lub odwołania wydarzeń: sportowych, religijnych, politycznych i kulturalnych, powszechnych braków w zaopatrzeniu, które pogłębiły się w wyniku panicznych zakupów, oraz do zmniejszenia emisji zanieczyszczeń i gazów cieplarnianych. W internecie i mediach zaczęły szerzyć się teorie spiskowe oraz dezinformacja dotyczące wirusa. Odnotowano szereg przypadków ksenofobii i rasizmu wobec Chińczyków i innych mieszkańców Azji Wschodniej i Południowo-Wschodniej.
5 maja 2023 WHO ogłosiła zakończenie stanu zagrożenia zdrowia publicznego o zasięgu międzynarodowym (PHEIC) w związku z COVID-19. Niektóre kraje zmieniły już swoje podejście do zdrowia publicznego, uznając COVID-19 za chorobę endemiczną.

## Epidemiologia
Potwierdzone ≥1 000 000
     Potwierdzone 100 000–999 999
     Potwierdzone 10 000–99 999
     Potwierdzone 1000–9999
     Potwierdzone 100–999
     Potwierdzone 1–99
Pierwsze przypadki nowej choroby wywołującej zapalenie płuc odnotowano w połowie grudnia 2019 roku wśród mieszkańców związanych z Huanan Seafood Wholesale Market – rynkiem zwierząt i owoców morza w Wuhanie. Późniejsze dochodzenie wykazało, że to miejsce miało znaczenie dla jej rozprzestrzenienia się, ale nie musiało tam dojść do pierwszej infekcji. Osoby, u których objawy wystąpiły najwcześniej, nie mogły się zakazić bezpośrednio na targu.
Na początku stycznia 2020, z próbek pobranych od chorych, chińscy naukowcy wyizolowali nowego koronawirusa, który okazał się podobny pod względem sekwencji genetycznej do wirusa SARS, wywołującego ciężki ostry zespół oddechowy (SARS). Zgodnie z konsensusem naukowym wirus SARS-CoV-2 jest pochodzenia naturalnego.
Przemieszczanie się ludności, związane z odbywającymi się w drugiej połowie stycznia obchodami chińskiego nowego roku, znacznie ułatwiło rozwój zakażeń w Chinach. Jednocześnie, wirus rozprzestrzeniał się także poza tym krajem – pierwszy przypadek poza jego granicami potwierdzono już 13 stycznia w Tajlandii. Natomiast pierwsze przypadki zakażenia COVID-19 w Europie odnotowano 24 stycznia u dwóch osób przebywających we Francji.
30 stycznia Komitet WHO ds. Zagrożeń zarekomendował ogłoszenie stanu zagrożenia zdrowia publicznego o zasięgu międzynarodowym. W odpowiedzi na tę decyzję wiele państw zamknęło swoje granice.
1 lutego 2020 zmarł pierwszy chory poza granicami Chin – przybyły w styczniu z Wuhanu na Filipiny. Do tego czasu znaczną większość z ponad 300 zarejestrowanych zgonów stanowiły osoby z prowincji Hubei, której stolicą jest Wuhan.
W drugiej połowie lutego nastąpił gwałtowny wzrost liczby nowych przypadków na świecie. Natomiast, według danych publikowanych przez WHO, rozwój zakażeń w Chinach mocno wyhamował. Na przełomie lutego i marca najbardziej dotkniętym regionem na świecie stały się Włochy. Około miesiąc później najwięcej zachorowań miało miejsce w Stanach Zjednoczonych, które aż do marca 2021 przodowały w statystykach nowych zgonów i zakażeń. Na początku wiosny państwem, w którym notowano najwięcej zachorowań, stały się Indie.
11 marca 2020 dyrektor generalny Światowej Organizacji Zdrowia, Tedros Adhanom Ghebreyesus, określił rozwój choroby jako pandemię.

### Liczba przypadków
źródło danych do wykresu:
Liczba przypadków odnosi się do liczby osób, które zostały przebadane na obecność COVID-19, i których test został uznany za dodatni zgodnie z oficjalnymi procedurami. Wiele krajów na początku przyjęło oficjalną politykę, aby nie przeprowadzać testów wśród osób mających jedynie łagodne objawy. W analizie wczesnej fazy wybuchu epidemii trwającej do 23 stycznia 2020 oszacowano, że 86% zakażeń COVID-19 nie zostało wykrytych, a te nieudokumentowane zakażenia były źródłem 79 procent udokumentowanych przypadków. W kilku innych badaniach, z wykorzystaniem różnych metod, oszacowano, że liczba zakażeń w wielu krajach może być znacznie większa niż liczba odnotowanych przypadków.

### Liczba zgonów
źródło danych do wykresu:

## Objawy
Okres inkubacji, czyli okres między ekspozycją organizmu na wirusa a początkiem objawów wynosi zwykle około pięciu dni, ale może wynosić od dwóch do czternastu dni.
Typowymi objawami chorobowymi są: gorączka, kaszel i duszność. W przebiegu choroby może dochodzić do powikłań, w tym do zapalenia płuc i zespołu ostrej niewydolności oddechowej. Osobami szczególnie narażonymi na ciężki przebieg choroby są osoby starsze, osoby z chorobami układu krążenia, chorobami płuc oraz cukrzycą.

## Przyczyny

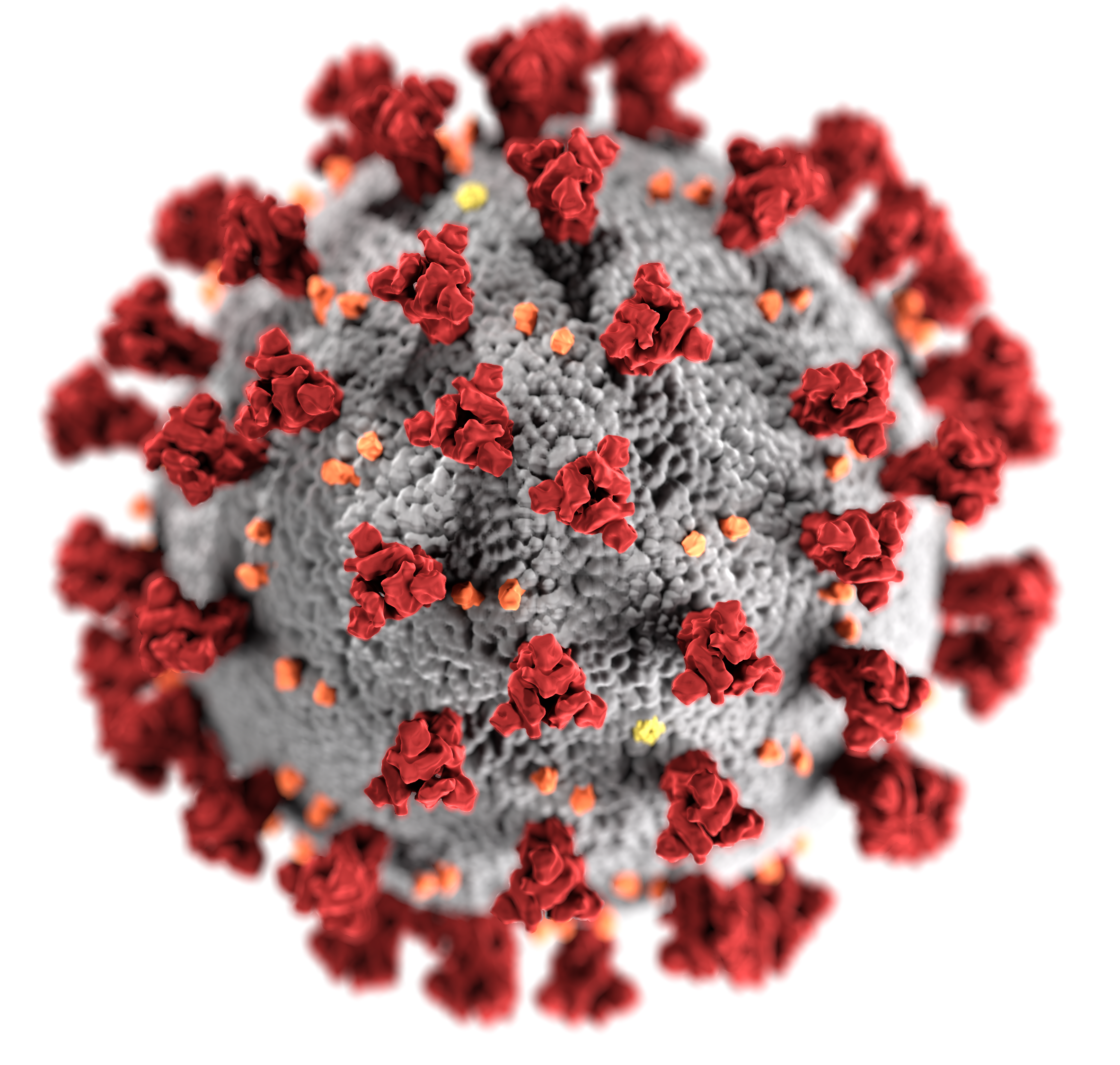
Wizualizacja wirusa SARS-CoV-2

### Wirusologia
Wirus SARS-CoV-2 jest nowym szczepem, po raz pierwszy wyizolowanym z trzech osób z zapaleniem płuc związanym z grupą przypadków ostrej choroby układu oddechowego w Wuhanie. Wszystkie cechy nowego wirusa SARS-CoV-2 występują w spokrewnionych koronawirusach w przyrodzie. SARS-CoV-2 jest ściśle związany z SARS-CoV i uważa się, że ma pochodzenie odzwierzęce.

### Drogi transmisji
Wirus zazwyczaj rozprzestrzenia się drogą kropelkową, przenosząc się z jednej osoby na drugą poprzez kropelki oddechowe wydzielane podczas np. kaszlu i kichania, lecz może rozprzestrzeniać się również poprzez dotykanie zanieczyszczonych powierzchni, a następnie dotykanie twarzy. Wirus może rozprzestrzeniać się jeszcze zanim pojawią się objawy choroby, a najbardziej zakaźny jest u osób, u których pojawiły się objawy.

## Diagnostyka
COVID-19 może być wstępnie zdiagnozowany na podstawie objawów i potwierdzony za pomocą badania łańcuchowej reakcji polimerazy z odwrotną transkrypcją (RT-PCR) zakażonej wydzieliny lub obrazowania metodą tomografii komputerowej klatki piersiowej. Istotne dla rozpoznania skali i możliwości kontroli nad pandemią jest prowadzenie testów na obecność koronawirusa. Z brakami w dostępności tego rodzaju testów na początku pandemii mierzył się szereg państw.

## Leczenie i zapobieganie

Plakat informacyjny, jak ochronić siebie i innych przed zakażeniem COVID-19

Do leczenia pacjentów chorych na COVID-19 stosuje się leki, które wydają się mieć pozytywny wpływ na proces dochodzenia pacjenta do zdrowia. W przypadku pełnoobjawowych zakażeń, podstawowym środkiem terapeutycznym jest osocze ozdrowieńców i/lub remdesiwir. Wspomagająco mogą być podawane heparyny drobnocząsteczkowe i deksametazon. Konkretna kombinacja zalecanych leków oraz dawek powinna być dostosowana do stanu pacjenta oraz ryzyka jego pogorszenia.
W przypadku żadnego ze znanych leków nie wykazano ponad wszelką wątpliwość ich skuteczności w terapii zakażeń wirusem SARS-CoV-2. Badania efektów stosowania zarówno osocza, remdesiwiru oraz kilku innych środków, stosowanych w chorobach wirusowych, nie przyniosły jednoznacznej odpowiedzi nt. celowości ich wykorzystania. Należy zwrócić uwagę, iż niektóre wykorzystywane w szpitalach substancje mają na celu profilaktykę oraz zabezpieczenie pacjenta przed pogorszeniem jego stanu zdrowia. Podobnie, część z nich może być skuteczna tylko na pewnym etapie choroby, a na innym nawet szkodzić (jak np. glikokortykosteroidy).
Według lekarzy z Polskiego Towarzystwa Epidemiologów i Lekarzy Chorób Zakaźnych, bezpodstawne jest podawanie chorym na COVID-19 środków takich jak: chlorochina, hydroksychlorochina, witamina D, leki przeciwgrypowe. Na świecie prowadzone są również badania nad skutecznością innych leków w zwalczaniu zakażeń SARS-CoV-2, na przykład amantadyny.
Zalecane środki zapobiegające rozprzestrzenianiu się wirusa to: mycie rąk, zakrywanie ust podczas kaszlu, utrzymywanie dystansu od innych ludzi, ograniczenie bezpośrednich kontaktów, wietrzenie pomieszczeń, organizowanie spotkań tylko na świeżym powietrzu oraz monitorowanie i izolacja osób podejrzanych o zakażenie.

### Mycie rąk
W celu przeciwdziałania rozprzestrzenianiu się choroby zaleca się mycie rąk. CDC zaleca częste mycie rąk mydłem i wodą przez co najmniej dwadzieścia sekund, szczególnie po skorzystaniu z toalety lub gdy ręce są wyraźnie zabrudzone; przed jedzeniem; po wydmuchaniu nosa, kasłaniu lub kichaniu. To dlatego, że poza ludzkim ciałem wirus jest unieczyniany przez zwykłe mydło, które powoduje rozerwanie jego powłoki ochronnej. CDC zaleca ponadto stosowanie środka do dezynfekcji rąk na bazie alkoholu, zawierającego co najmniej 60 procent alkoholu objętościowo, gdy woda i mydło nie są łatwo dostępne. WHO informuje, aby za pomocą nieumytych rąk nie dotykać okolic twarzy, w tym oczu, nosa i ust. WHO zasugerowała stosowanie środków dezynfekujących do rąk, w których działanie przeciwdrobnoustrojowe wysoko stężonego alkoholu (etanolu lub izopropanolu) jest wzmocnione niskim stężeniem nadtlenku wodoru; Trzeci składnik, glicerol, działa jako substancja pochłaniająca wilgoć. Tego typu preparaty można przygotować lokalnie, w odległych miejscach, gdzie komercyjne środki do dezynfekcji rąk nie są łatwo dostępne. Dla tych regionów lokalna synteza rozcieńczonego nadtlenku wodoru ma ogromne znaczenie.

### Odkażanie powierzchni
Powierzchnie mogą zostać zdezynfekowane za pomocą szeregu roztworów, w tym 62–71% etanolu, 50–100% izopropanolu, 0,1% podchlorynu sodu, 0,5% nadtlenku wodoru i 0,2–7,5% jodopowidonu. Inne roztwory, takie jak chlorek benzalkonium i glukonian chlorheksydyny, są mniej skuteczne. CDC zaleca, aby w przypadku podejrzenia lub potwierdzenia przypadku COVID-19 w miejscu takim jak biuro lub świetlica, zdezynfekować wszystkie pomieszczenia, takie jak biura, łazienki, strefy wspólne, wspólny sprzęt elektroniczny, taki jak tablety, ekrany dotykowe, klawiatury, piloty i bankomaty używane przez osoby chore.

### Szczepionki

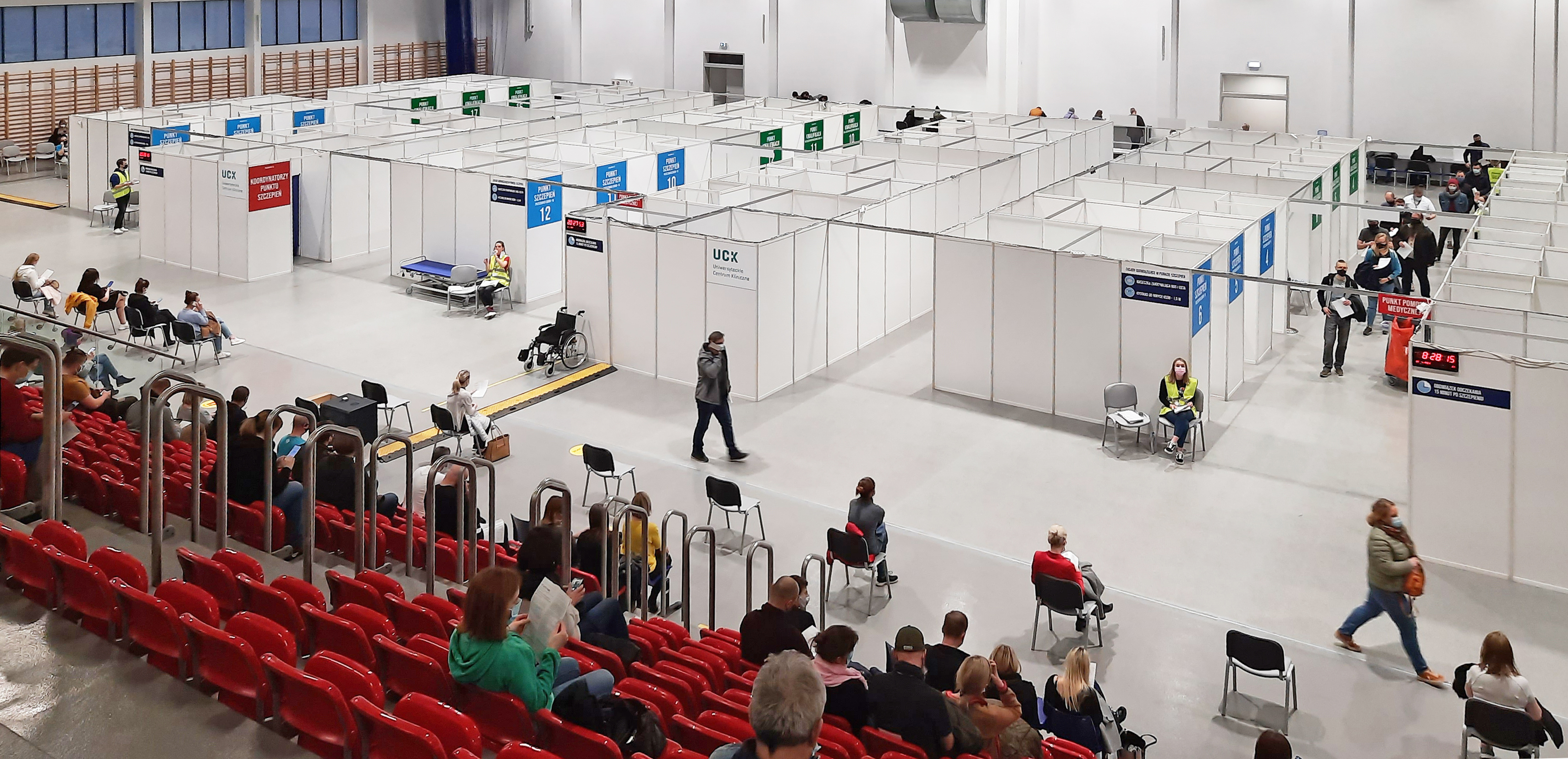
Punkt szczepień przeciw COVID-19 w Gdańskim Uniwersytecie Medycznym

Od chwili wybuchu epidemii COVID-19 na całym świecie trwały wysiłki skoncentrowane na opracowaniu szczepionki przeciwko temu wirusowi. Prace te odbywały się już w styczniu 2020 roku, a wczesną wiosną niektórzy producenci dostali zgodę na badania kliniczne. Zachodnie agencje zatwierdziły pierwsze preparaty w grudniu 2020.
Eksperci na przełomie 2020 i 2021 roku tonowali entuzjazm związany z wprowadzeniem szczepionek do użytku, mówiąc, że nie przywrócą one szybko normalnej codzienności oraz szacując, iż można tego oczekiwać dopiero pod koniec 2021 roku. Szef WHO, Tedros A. Ghebreyesus stwierdził nawet, że szczepionka nie zakończy pandemii, lecz uzupełni inne narzędzia do walki z wirusem.

#### Comirnaty (BioNTech/Pfizer)
Szczepionka wykonana w technologii mRNA. Pierwsze testy ruszyły 23 kwietnia 2020 w Niemczech. Na początku maja 2020 rozpoczęto je również w USA. Prowadzono je z użyciem czterech wariantów kandydata na szczepionkę. 27 lipca 2020 przystąpiono do badań klinicznych trzeciej fazy, z udziałem ponad 43 tys. uczestników. Ochotnikom podawano wariant oparty na modRNA (RNA ze zmodyfikowanymi nukleotydami), wymagający wykonania dwóch zastrzyków. 9 listopada 2020 koncern Pfizer i przedsiębiorstwo BioNTech ogłosiły, że ostatnia faza badań wykazała ponad 90% skuteczność. Wtedy też oszacowano możliwości produkcyjne na 50 milionów dawek w roku 2020 i 1,3 miliarda w 2021.
Comirnaty, jako pierwszy preparat, został w Europie dopuszczony do stosowania wśród osób niepełnoletnich od 12. roku życia.
Szczepionka Comirnaty została dopuszczona do użytku w Wielkiej Brytanii 2 grudnia, a w Unii Europejskiej 21 grudnia 2020. Ta druga zamówiła łącznie 600 mln dawek preparatu (pierwotne zamówienie 300 mln, rozszerzone w styczniu 2021 o drugie tyle).

#### mRNA-1273 (Moderna)
Szczepionka przedsiębiorstwa Moderna również bazowała na technologii mRNA. Sekwencja nukleotydów w niej zawarta została przygotowana do 13 stycznia 2020, tj. w ciągu dwóch dni od podania do wiadomości genomu wirusa SARS-CoV-2. Pierwsze testy kliniczne ruszyły w USA 16 marca 2020, na grupie 45 zdrowych dorosłych, zaś badania ostatniej fazy przeprowadzono na około 30 tys. osób. 16 listopada 2020 przedsiębiorstwo Moderna ogłosiło, że jego szczepionka wykazuje skuteczność na poziomie 94,5%. Oszacowało również, iż jest w stanie dostarczyć 20 mln dawek w 2020 i 500–1000 mln w 2021.
18 grudnia 2020 preparat mRNA-1273 został dopuszczony do użytku w Stanach Zjednoczonych, a 6 stycznia 2021 zgodę na stosowanie szczepionki w Unii Europejskiej wydała Europejska Agencja Leków. Wspólnota zamówiła łącznie 160 mln dawek.

#### Vaxzevria (AstraZeneca/Uniwersytet Oksfordzki)
Ten preparat zawierał zmodyfikowanego adenowirusa szympansa. 24 kwietnia 2020 rozpoczęły się testy kliniczne tej szczepionki. Uczestniczyło w nich łącznie około 30 tys. ochotników. We wrześniu 2020 media obiegła informacja o wstrzymaniu badań z powodu wystąpienia „podejrzanego efektu ubocznego”. Szczepionka, podawana w formie dwóch pełnych dawek, cechowała się skutecznością na poziomie 62%[wymaga weryfikacji?].
Szczepionka Vaxzevria została dopuszczona do użytku w Wielkiej Brytanii 30 grudnia 2020, natomiast miesiąc później – 29 stycznia 2021 – zatwierdziła ją Europejska Agencja Leków. Unia Europejska zamówiła łącznie 400 milionów dawek.

#### Inne szczepionki
Oprócz wyżej wspomnianych, przygotowano również inne preparaty, m.in. Sputnik V (rosyjska), produkty przedsiębiorstw SinoVac i SinoPharm (chińskie). Również zachodnie przedsiębiorstwa prowadziły badania nad kolejnymi substancjami, np. CureVac, Sanofi/GSK, Johnson & Johnson (ze wszystkimi trzema Unia Europejska podpisała umowę na zakup szczepionek, kiedy zostaną dopuszczone przez EMA).
Szczepionka Sputnik V uzyskała wstępne dopuszczenie do obrotu na terenie Rosji już 11 sierpnia 2020. Do tego czasu ani nie rozpoczęto badań klinicznych trzeciej fazy, ani nie opublikowano wyników poprzednich etapów. Z tego powodu decyzja o dopuszczeniu bywała oceniana jako przedwczesna.
26 kwietnia 2021 w Kazachstanie rozpoczęto podawanie preparatu QazVac.

## Skutki

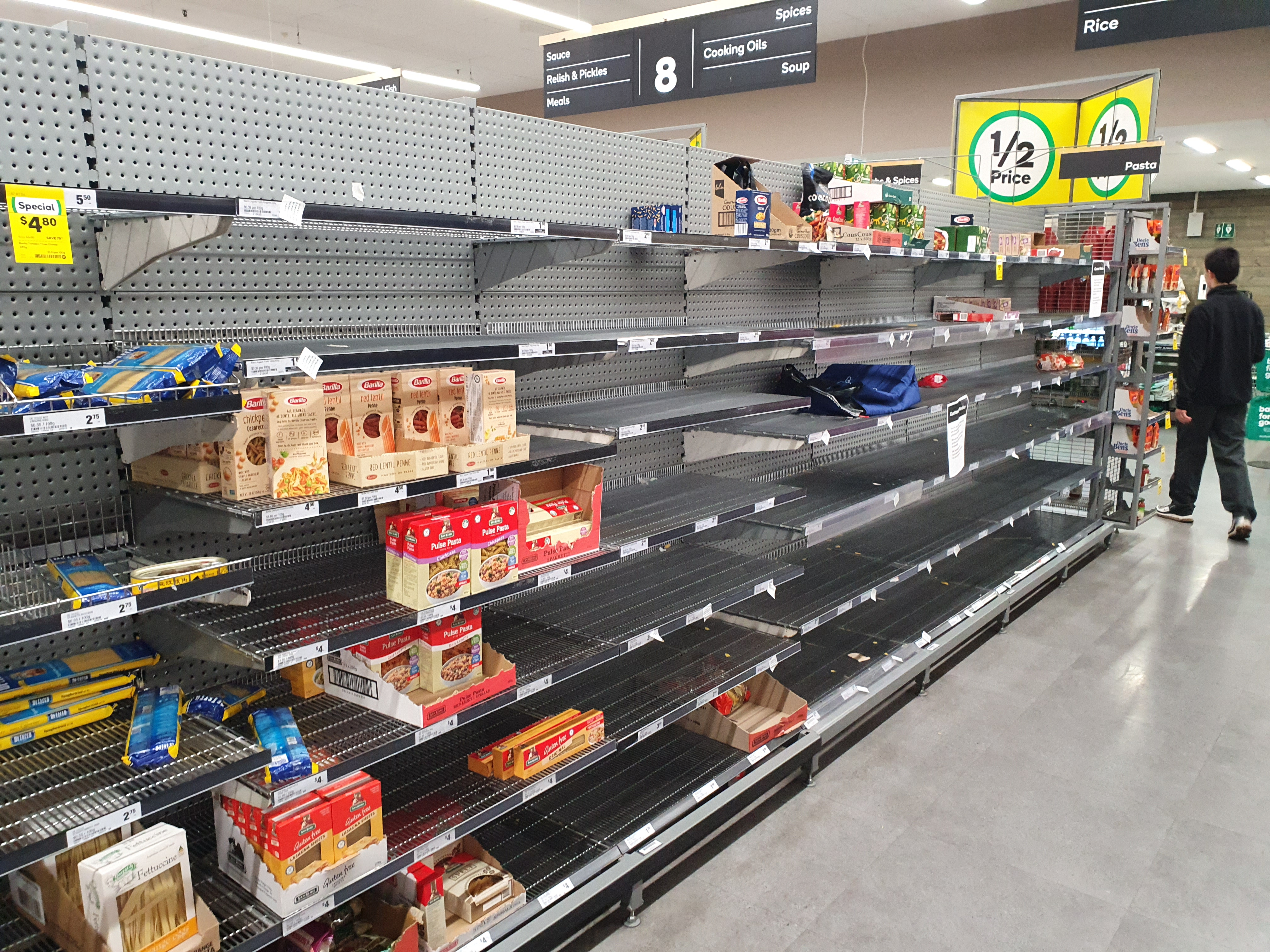
Opustoszałe półki w australijskim supermarkecie

### Wpływ na gospodarkę
Pojawienie się ognisk choroby z setkami chorych poza Chinami, w tym w Europie spowodowało 24 lutego 2020 znaczące spadki na giełdach całego świata, w tym rekordowe w skali kilku lat. Także Giełda Papierów Wartościowych w Warszawie odnotowała najsilniejszy spadek od czterech lat, w tym notowania indeksu WIG20. Następnego dnia w USA mocno spadły ceny ropy naftowej. 3 marca w Stanach Zjednoczonych amerykański Fed obniżył stopy procentowe o 0,5 punktu procentowego. Następnego dnia w Polsce z powodu przypadku koronawirusa na WIG20 spadły notowania 19 spółek. Na obawy o wpływ choroby COVID-19 na światową ekonomię nałożył się konflikt między OPEC i Rosją skutkujący 9 marca największym jednodniowym spadkiem cen ropy naftowej od 30 lat, co z kolei spowodowało kolejne silne spadki notowań na giełdach światowych. Na New York Stock Exchange wstrzymano obrót akcjami po kwadransie, w ciągu którego akcje straciły 7% wartości. W ciągu pierwszych 9 dni marca 2020 akcje notowane na giełdach całego świata straciły na wartości 9 bilionów dolarów amerykańskich.

#### Braki w zaopatrzeniu
Kilka przypadków niedoborów zaopatrzenia przypisywano wybuchowi pandemii, co wynikało z globalnego wzrostu wykorzystania wyposażenia do walki z ogniskami choroby, paniki przy zakupach (która w kilku miejscach doprowadziła do wyczyszczenia półek z podstawowych produktów spożywczych, takich jak żywność, papier toaletowy i woda butelkowana) oraz zakłóceń w działalności zakładów i operacji logistycznych.
Nastąpiło raptowne zwiększenie ilości zakupów różnych towarów (w tym spożywczych) w sklepach internetowych, doprowadzając niejednokrotnie do blokady tychże z powodu zbyt niskiej wydajności technicznej systemów, nieprzygotowanych na tak duży wzrost (np. e-piotripawel.pl) lub pogorszenie czasu obsługi z powodu ograniczeń logistycznych sklepów internetowych, które w wielu branżach dotychczas stanowiły jedynie uzupełnienie sprzedaży w sklepach stacjonarnych.

### Wpływ na finanse
22 kwietnia 2021 Onet.pl poinformował za Business Insider, że Międzynarodowy Fundusz Walutowy prognozował, że polski dług publiczny, w trzech latach pandemicznych, zwiększy się o 451 mld złotych (43,1%). W porównaniu, dług publiczny całego świata wg prognoz miał wzrosnąć o 24,6 bln dolarów (34%).

### Wpływ na turystykę
Całkowicie zamknięte granice
     Częściowo zamknięte granice
     Do wjazdu wymagane jest zaświadczenie medyczne
     Wjeżdżający muszą poddać się kwarantannie
     Brak ograniczeń
     Inne ograniczenia
     Brak danych

Ograniczenia w podróżach międzynarodowych w okresie wakacyjnym (lipiec 2020)
Całkowicie zamknięte granice
Częściowo zamknięte granice
Do wjazdu wymagane jest zaświadczenie medyczne
Wjeżdżający muszą poddać się kwarantannie
Brak ograniczeń
Inne ograniczenia
Brak danych

Rozprzestrzenianie się COVID-19 na świecie skłoniło wiele państw do częściowego lub całkowitego zamknięcia swoich granic. Poskutkowało to znaczną redukcją transgranicznego ruchu pasażerskiego. Według danych Światowej Organizacji Turystyki (UNWTO), w 2020 roku liczba turystów międzynarodowych zmniejszyła się o 74% w stosunku do roku 2019. Największy spadek liczby osób wyjeżdżających za granicę odnotowano w kwietniu – aż o 97% w porównaniu do tego samego miesiąca rok wcześniej.
17 kwietnia 2020 roku UNWTO poinformowała, że do 6 kwietnia 209 państw i terytoriów (96% wszystkich zbadanych) wprowadziło ograniczenia dla podróżnych, w tym wszystkie z Afryki, Azji, Oceanii i Bliskiego Wschodu. Na całkowite lub częściowe zamknięcie granic zdecydowało się 90 krajów. Ponadto, 44 wprowadziły ograniczenia dla osób przybywających z wybranych regionów. W ciągu następnych kilku tygodni, do 27 kwietnia, pozostałe 4% terytoriów również ustanowiło pewne restrykcje dotyczące ruchu transgranicznego. Spośród wszystkich 217 zbadanych regionów, 156 miało całkowicie zamknięte granice (z wyjątkami np. dla obywateli i rezydentów). Oprócz tego, 26 jurysdykcji było objętych zakazem lotów międzynarodowych.
W raporcie UNWTO, przedstawiającym stan na 18 maja 2020, odnotowano pierwsze przypadki łagodzenia restrykcji (dotyczyło to 7 krajów). Niemniej jednak, wszystkie zbadane państwa nadal ograniczały w jakiś sposób możliwość przyjazdu. Najbardziej popularnym obostrzeniem pozostawało zamknięcie granic (w mocy w 85% miejsc). Lipcowy komunikat Światowej Organizacji Turystyki pokazywał, że stosowanie mniej dotkliwych przepisów o ruchu międzynarodowym stało się trendem. Przez dwa miesiące dodatkowe 80 krajów złagodziło obwarowania odnośnie do możliwości wjazdu turystów zagranicznych. Spośród tych osiemdziesięciu aż cztery terytoria zniosły wszystkie ograniczenia dla turystów. Jednak nadal ponad połowa wszystkich państw (115 z 217) utrzymywała całkowicie zamknięte granice. Z publikacji UNWTO można również odczytać, że kraje rozwinięte były bardziej skłonne do łagodzenia restrykcji niż kraje rozwijające się.
Raporty ukazujące dane z początku września i początku listopada 2020 wskazywały na postępujące otwieranie granic (na dzień 1.11.2020 tylko 27% państw miało je zamknięte całkowicie, a drugie tyle częściowo). Z kolei aż 31% celów podróży wymagało negatywnego wyniku testu PCR, wykonanego krótko przed przyjazdem. Innym zabiegiem, stosowanym w 5% jurysdykcji, był wymóg poddania się kwarantannie.

### Wpływ na kulturę
Pandemia głęboko dotknęła sektory sztuk performatywnych i dziedzictwa kulturowego, wpływając zarówno na działalność organizacji, jak też na osoby prywatne – zarówno te zatrudnione, jak i te pracujące samodzielnie – na całym świecie. Organizacje zajmujące się sztuką i kulturą starały się podtrzymywać swoją misję (często finansowaną ze środków publicznych) zapewniania dostępu do dziedzictwa kulturowego społeczeństwu, utrzymywania bezpieczeństwa swoich pracowników i społeczeństwa oraz wspierania artystów tam, gdzie było to możliwe. Do marca 2020 roku, na całym świecie i w różnym stopniu, muzea, biblioteki, teatry i inne instytucje kulturalne zostały zamknięte na czas nieokreślony, a ich wystawy, wydarzenia i przedstawienia zostały odwołane lub przełożone.

#### Wpływ na wydarzenia sportowe
Pandemia wpłynęła na organizację i przebieg wydarzeń sportowych powodując ich odwołanie, zmianę terminu lub konieczność rozgrywania bez udziału publiczności. Zawieszeniu uległy rozgrywki lig krajowych i pucharów europejskich, odwołane zostały m.in. ostatnie konkursy Pucharu Świata w skokach narciarskich i Mistrzostwa Europy w Lekkoatletyce 2020, a Letnie Igrzyska Olimpijskie 2020 i Mistrzostwa Europy w Piłce Nożnej zostały przeniesione na 2021 rok.

### Wpływ na politykę
Pandemia wpłynęła na systemy polityczne wielu krajów, powodując zawieszenie działalności legislacyjnej, izolację lub śmierć wielu polityków, a także zmianę harmonogramu wyborów z powodu obaw przed rozprzestrzenianiem się wirusa.

### Wpływ na edukację
Szkoły zostały zamknięte w całym kraju
     Szkoły zostały zamknięte, ale tylko lokalnie
     Szkoły pozostały otwarte przez cały okres pandemii
     Brak danych

Kraje, które zamknęły szkoły podczas pandemii
Szkoły zostały zamknięte w całym kraju
Szkoły zostały zamknięte, ale tylko lokalnie
Szkoły pozostały otwarte przez cały okres pandemii
Brak danych

Pandemia COVID-19 dotknęła systemy edukacyjne na całym świecie, prowadząc do zamykania szkół i uczelni.
Większość władz na całym świecie tymczasowo zamknęła instytucje edukacyjne, próbując powstrzymać rozprzestrzenianie się COVID-19. W dniu 24 maja 2020 roku około 1,725 mld uczniów było dotkniętych skutkami zamknięcia szkół w odpowiedzi na pandemię. Według monitoringu UNICEF-u 153 kraje wdrażały wtedy zamykanie szkół w całym kraju, a 24 stosowało zamykanie szkół na szczeblu lokalnym, co miało wpływ na około 98,6% światowej populacji uczniów. W maju 2020 otwarte były szkoły w 10 krajach.
Zamykanie szkół miało wpływ nie tylko na uczniów, nauczycieli i ich rodziny, ale miało również daleko idące konsekwencje gospodarcze i społeczne. Zamknięcia szkół w odpowiedzi na pandemię rzuciły światło na różne kwestie społeczne i gospodarcze, w tym zadłużenie uczniów, naukę przez internet, brak dostępu do żywności i bezdomność, a także dostęp do opieki nad dziećmi, opieki zdrowotnej, mieszkań, Internetu i usług dla osób niepełnosprawnych. Skutki pandemii były bardziej dotkliwe dla dzieci znajdujących się w niekorzystnej sytuacji i ich rodzin, powodując przerwę w nauce, zaburzenia w odżywianiu, problemy z opieką nad dziećmi i wynikające z tego koszty ekonomiczne dla rodzin, które nie mogły pracować.

### Wpływ na ochronę zdrowia
Z powodu pandemii koronawirusa zaprzestano szczepień na takie choroby, jak: odra, błonica czy choroba Heinego-Medina. Ostrzegano więc, że pandemia COVID-19 mogła wywołać epidemię odry.
Najczęściej stosowane metody zwalczania pandemii skupiały się na zdrowiu fizycznym, kosztem zdrowia psychicznego, co mogło skutkować poważnymi zaburzeniami, nazwanymi w marcu 2020 r. „zespołem stresu pokoronawirusowego” (Post-Coronavirus Stress Syndrome, PCSS), który wg prognoz miał w przyszłości okazać się jeszcze większym problemem dla zdrowia publicznego niż sam COVID-19. Na dewastujące krótko- i długoterminowe skutki polityki zamykania się, szczególnie w grupach najmniej uprzywilejowanych społecznie, zwracała uwagę także Deklaracja z Great Barrington, podpisana przez wielu ekspertów. Deklaracja ta spotkała się jednak z krytyką innych specjalistów, dowodzących, że wprowadzone restrykcje są niezbędne, by skutecznie ograniczyć rozprzestrzenianie się pandemii. 18 listopada 2020 ostrzeżono, że pandemia może wywołać epidemię odry.
Proponowano także rozwiązania kompromisowe. Dla przykładu, alternatywna „Three Cs Strategy” sugerowała położenie nacisku na zapobieganie zakażeniom i ciężkim objawom infekcji głównie poprzez wietrzenie pomieszczeń, promowanie aktywności fizycznej na świeżym powietrzu i ogólnie zdrowego trybu życia, walkę z nałogami, gorączkofobią, a także zwracała uwagę na nadmiar biurokratycznych procedur obciążających m.in. ochronę zdrowia, pracowników socjalnych, nauczycieli i naukowców. Strategia ta stała się inspiracją do opracowania polskiego programu „Dla zdrowia teraz i w przyszłości”.
Zwracano również uwagę na potrzebę badań nad rozwiązaniem wielu innych palących problemów związanych z pandemią, m.in.
- podczas kwarantanny domowej rodzin, ze względu na współwystępowanie trzech głównych czynników ryzyka COVID-19 (3 x Z: zatłoczone miejsca, zamknięte pomieszczenia i zbyt bliski kontakt, patrz infografika)[153], ryzyko zarażenia domowników jest bardzo wysokie, więc wskazane byłoby zezwolenie rodzinom na kwarantannie na wspólną aktywność fizyczną na świeżym powietrzu (spacery, ogrodnictwo itp.), z zachowaniem zasad bezpieczeństwa[71][155],
- maski na twarz oraz dezynfekcja lub częste mycie rąk są poważnymi źródłami zanieczyszczenia środowiska[156] i mogą prowadzić np. do alergii, podrażnień skóry i zaburzeń psychicznych,
- w wielu krajach zasoby wody są bardzo ograniczone i narażone na zanieczyszczenie odchodami, patogenami i chemikaliami[157],
- lockdown zwiększa ryzyko depresji i samobójstw[158], a także zagrożenia zdrowia przez zanieczyszczenie powietrza w pomieszczeniach (wirusami, jeśli ktoś jest zarażony, ale także CO2, chlorem, ksenoestrogenami z pleśni i innymi substancjami)[157],
- chorzy na COVID-19 wydychają duże ilości wirusów, CO2 i wielu szkodliwych związków, podczas gdy wiele rodzajów masek tlenowych oraz zasłanianie twarzy tekstylną maską ułatwia mieszanie wydychanego i wdychanego powietrza[159],
- respiratory doprowadzają powietrze przez usta prosto do tchawicy, często prowadząc do zakażeń i innych powikłań, zaś podczas oddychania przez nos powietrze byłoby naturalnie filtrowane, a tlenek azotu (NO) wytwarzany w zatokach blokuje replikację wirusów[160], rozszerza drogi oddechowe i naczynia krwionośne w płucach oraz stymuluje produkcję surfaktantu[161],
- zużyte strzykawki stały się poważnym zagrożeniem dla zdrowia publicznego, więc szczepionki doustne mogłyby być bezpieczniejszym rozwiązaniem[157][162],
- pospolite zioła lecznicze, ze względu na naturalną zmienność ich składu chemicznego, są z zasady wykluczone z medycyny opartej na faktach, choć badania sugerują ich wysoki potencjał przeciwwirusowy (np. pokrzywy zwyczajnej[163][164]),
- przytulanie jest ważne dla rozwoju dzieci i ogólnie dla dobrostanu psychicznego, lecz niektórzy eksperci twierdzą, że jest poważnym zagrożeniem podczas pandemii, choć na świeżym powietrzu (bez pocałunków) wydaje się bezpieczne[157].

### Wpływ na przestępczość
Pandemia wpłynęła na przestępczość. Z powodu pandemii w Londynie o jedną trzecią wzrosła przemoc domowa. Z tego samego powodu w Polsce jedna trzecia dzieci doświadczyła przemocy domowej. 12 listopada 2020 polska policja ostrzegła przed oszustwami „na szczepionkę”.

### Wpływ na religię
Wprowadzane w wielu krajach zakazy publicznych zgromadzeń obejmowały także sprawowanie nabożeństw. Przeciwko zamykaniu kościołów protestowali biskupi w Wielkiej Brytanii. W Polsce większość Polaków wyrażała poparcie zamykania kościołów, a niektórzy protestowali przeciwko ich zamykaniu. 29 października 2020 we Francji wydano dekret zakazujący sprawowania kultu religijnego z udziałem wiernych, co spowodowało protest biskupów francuskich i złożenie odwołania do francuskiej Rady Stanu. 12 listopada przedstawiciel Watykanu, ksiądz Janusz Urbańczyk ostrzegł przed zamykaniem kościołów. 16 listopada katolicy francuscy wzniecili protesty; tego samego dnia pastorzy w Anglii zaskarżyli zakaz organizowania nabożeństw. Następnego dnia zostały zamknięte kościoły w Austrii. Świadkowie Jehowy od marca 2020 roku po raz pierwszy zawiesili na całym świecie publiczną działalność ewangelizacyjną oraz działalność od domu do domu (do 30 maja 2022 roku do osób zainteresowanych prowadzona była tylko listownie, telefonicznie i w formie elektronicznej, od 1 czerwca 2022 roku została wznowiona działalność publiczna, a od 1 września od domu do domu). Ich zebrania zborowe do 31 marca 2022 roku odbywały się wyłącznie w formie wideokonferencji lub były przekazywane przez stacje radiowe i telewizyjne (od 1 kwietnia 2022 roku prowadzone są w formie „hybrydowej”: program jest też przekazywany poprzez wideokonferencje). Do 31 grudnia 2022 roku wstrzymano organizowanie większych zgromadzeń i kongresów z osobistym udziałem obecnych. Ich program został zamieszczany w ich serwisie internetowym: jw.org. 14 kwietnia 2021 polscy biskupi stwierdzili, że szczepionki firmy AstraZeneca i Johnson & Johnson budzą sprzeciw moralny, ale katolicy zasadniczo mogą je przyjmować.

### Wpływ na demografię
21 listopada 2020 w Polsce ostrzeżono, że „druga fala epidemii może być największym ubytkiem demograficznym we współczesnej historii Polski”. Z powodu pandemii w Polsce wzrosła śmiertelność, a także zmalała liczba urodzeń.

### Protesty przeciwko obostrzeniom
Działania rządów, polegające na wprowadzaniu obostrzeń w celu przeciwdziałania pandemii, spotkały się z krytyką części społeczeństwa. Wielotysięczne protesty odbyły się między innymi w Argentynie, Czechach, Hiszpanii, Niemczech, Polsce i we Włoszech.

## Dezinformacja

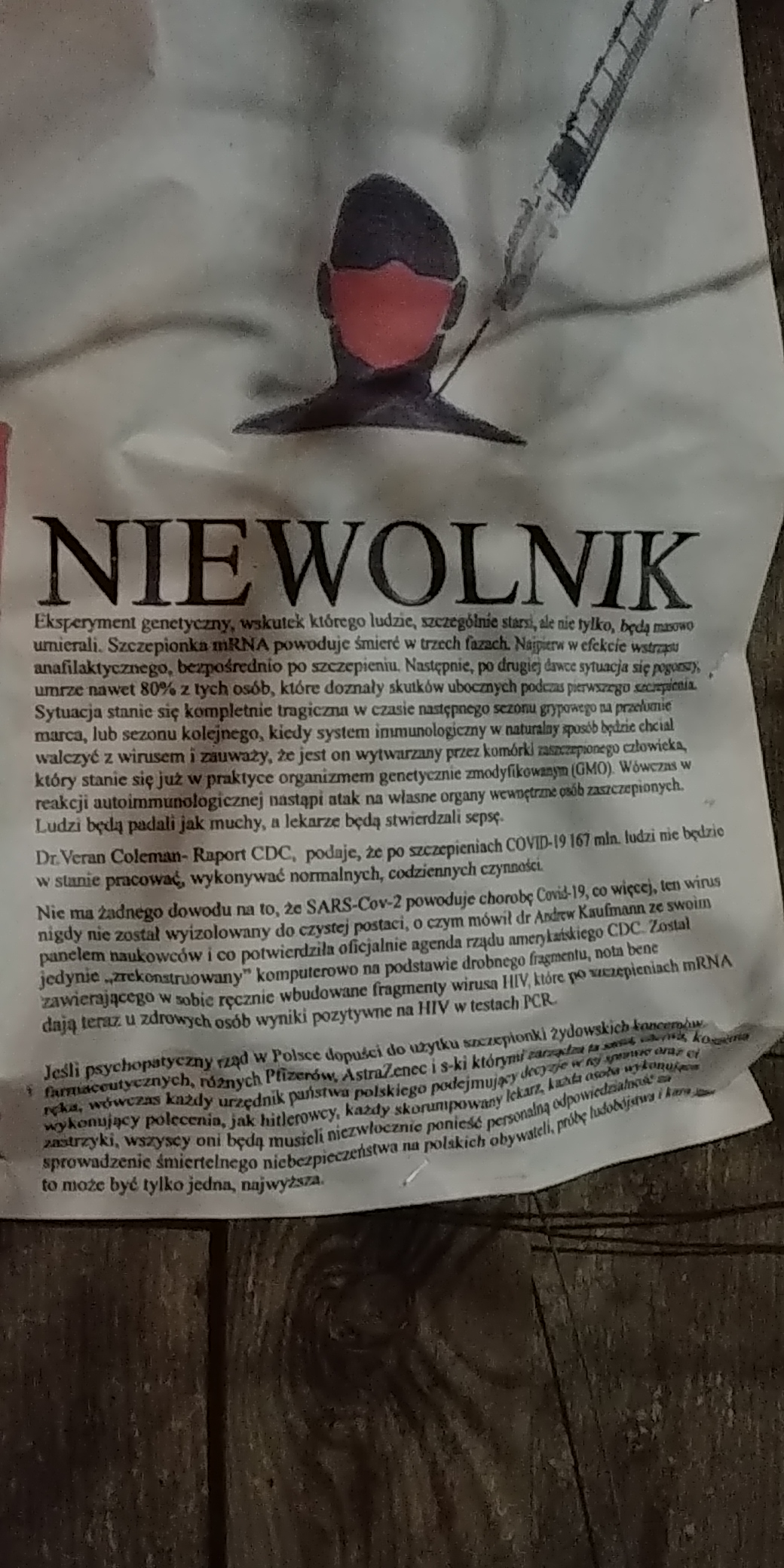
Marzec 2021 roku. Plakat zniechęcający do szczepień przeciw COVID-19.

Według szeregu źródeł od stycznia 2020 miała miejsce operacja dezinformacyjna wykorzystująca koronawirusa SARS-CoV-2. Prowadzona była ona na internetowych platformach społecznościowych oraz przez prokremlowskie media i przypominała operację dezinformacyjną z lat 80. XX wieku prowadzoną przez ZSRR (KGB) – Operation INFEKTION – w której m.in. przedstawiano ludzki wirus niedoboru odporności (HIV) jako rzekomą „amerykańską broń biologiczną”.
3 marca 2020 potwierdzono, że „system szybkiego ostrzegania i monitorowania poważnych przypadków dezinformacji” Unii Europejskiej został zastosowany celem przeciwdziałania dezinformacji wykorzystującej koronawirusa SARS-CoV-2, chorobę COVID-19 i szerzeniu się zakażeń wirusem SARS-CoV-2. Wiceprzewodnicząca Komisji Europejskiej Věra Jourová poinformowała, że narzędzie to zostało użyte do wymiany wiedzy między państwami członkowskimi UE, a także partnerami G7 na temat dezinformacji „pochodzącej ze źródeł zewnętrznych”. Dzień wcześniej doszło do spotkania w którym uczestniczyli przedstawiciele m.in. Google, Facebook, Twitter i Microsoft, aby omówić sposoby ograniczenia przepływu dezinformacji online dotyczącej koronawirusa. Według oświadczenia Jourovej: „Wszyscy uczestnicy spotkania potwierdzili, że wykryli różne rodzaje dezinformacji lub fake newsy w Internecie i podjęli szereg działań w celu przeciwdziałania. Przykłady dezinformacji obejmują fałszywe środki zaradcze, które mają rzekomo na celu zaradzenie zagrożeniu i mogą stanowić zagrożenie dla zdrowia (np. picie wybielacza w celu zabicia wirusa lub wkładanie octu do nozdrzy, aby uniknąć zakażenia, czy także sprzedaż substancji zanieczyszczonych metalami ciężkimi) lub mistyfikację na temat pochodzenia wirusa oraz sposobu i prędkości, z jaką się rozprzestrzenia”.
9 marca 2020 brytyjski rząd utworzył jednostkę ds. przeciwdziałania dezinformacji, z uwagi na działalność grupy państw „wykorzystujących kryzys koronawirusa”. Eksperci mieli m.in. współpracować z podmiotami prowadzącymi media społecznościowe w celu ochrony Wielkiej Brytanii przed fałszywymi informacjami. Brytyjska narodowa służba zdrowia (NHS) współpracowała m.in. z Twitterem w celu zawieszania fałszywych kont. Niektóre z tych kont np. udawały profile szpitali i usiłowały wprowadzać niedokładne informacje na temat liczby przypadków zakażenia.
Według szefa sztabu obrony Kanady gen. Jonathana Vance występowały oznaki internetowych działań dezinformacyjnych zmierzających do zasiania paniki z powodu COVID-19. Były również podejmowane wysiłki ze strony aktorów państwowych i niepaństwowych (przestrzeni informacyjnej), aby dyskredytować kroki państw podejmowane w związku z zakażeniami wirusem SARS-CoV-2.